# Fenol-hloroformna ekstrakcija
Fenol-hloroformna ekstrakcija (PC, PCIA) je tehnika likvid–likvid ekstrakcije u biohemiji. Ona je u širokoj upotrebi u molekularnoj biologiji za izolaciju DNK, RNK i proteina. Jednake zapremine fenol:hloroforma i vodenog uzorka se pomešaju, čime se formira emulzija. Ovaj metod može da traje duže od kolonskih metoda poput silika-baziranog prečišćavanja, mada u nekim slučajevima proizvodi nukleinske kiseline veće čistoće. RNK kolona tipično nije podesna za prečišćavanje kratkih (<200 nukleotida) uzoraka, kao što su siRNA, miRNA, gRNK i tRNK. kolumnski metodi isto tako kidaju dugačke DNK fragmente, što je u nekim slučajevima nepoželjno.

## Spoljašnje veze
- Priručnik za TRI reagent
- Fenol-hloroformna ekstrakcija